# Nipponomarolia californicus
Nipponomarolia californicus is een keversoort uit de familie zwamspartelkevers (Melandryidae). De wetenschappelijke naam van de soort werd in 1928 gepubliceerd door Edwin Cooper Van Dyke.